# Гані-Брук (Пенсільванія)
Гані-Брук (англ. Honey Brook) — місто (англ. borough) в США, в окрузі Честер штату Пенсільванія. Населення — 1892 особи (2020).

## Географія
Гані-Брук розташоване за координатами 40°5′37″ пн. ш. 75°54′39″ зх. д. / 40.09361° пн. ш. 75.91083° зх. д. (40.093580, -75.910750).  За даними Бюро перепису населення США в 2010 році місто мало площу 1,24 км², з яких 1,24 км² — суходіл та 0,00 км² — водойми.

## Демографія
Згідно з переписом 2010 року, у селищі мешкало 1713 осіб у 653 домогосподарствах у складі 468 родин. Густота населення становила 1378 осіб/км².  Було 700 помешкань (563/км²).
Расовий склад населення:
| - 94,5 % — білих - 1,1 % — чорних або афроамериканців - 0,2 % — азіатів - 0,1 % — вихідців з тихоокеанських островів - 1,1 % — осіб інших рас |

До двох чи більше рас належало 3,2 %. Частка іспаномовних становила 3,5 % від усіх жителів.
За віковим діапазоном населення розподілялося таким чином: 27,1 % — особи молодші 18 років, 62,8 % — особи у віці 18—64 років, 10,1 % — особи у віці 65 років та старші. Медіана віку мешканця становила 34,1 року. На 100 осіб жіночої статі у селищі припадало 93,3 чоловіків;  на 100 жінок у віці від 18 років та старших — 90,7 чоловіків також старших 18 років.
Середній дохід на одне домашнє господарство  становив 69 662 долари США (медіана — 60 813), а середній дохід на одну сім'ю — 80 268 доларів (медіана — 73 188). За межею бідності перебувало 7,0 % осіб, у тому числі 7,6 % дітей у віці до 18 років та 10,1 % осіб у віці 65 років та старших.
Цивільне працевлаштоване населення становило 911 осіб. Основні галузі зайнятості: освіта, охорона здоров'я та соціальна допомога — 16,4 %, роздрібна торгівля — 15,9 %, виробництво — 15,5 %.